# لوري مادن
لوري مادن (بالإنجليزية: Lawrie Madden)‏ هو لاعب كرة قدم بريطاني في مركز الدفاع، ولد في 28 سبتمبر 1955 في حي هكني في لندن في المملكة المتحدة. لعب مع تشارلتون أثلتيك ودارلينجتون إف سى وشيفيلد وينزداي وليستر سيتي ونادي أرسنال ونادي تشيسترفيلد ونادي مانسفيلد تاون ونادي ميلوول ووولفرهامبتون واندررز.